# خبازة مهملة
الخبازة المهملة (الاسم العلمي: Malva neglecta ) هي نوع نباتي يتبع جنس الخبازة من الفصيلة الخبازية.  